# Pseudomalmea wingfieldii
Pseudomalmea wingfieldii là loài thực vật có hoa thuộc họ Na. Loài này được Chatrou mô tả khoa học đầu tiên năm 2005.